# قورباغه پلنگی زمین‌های پست
قورباغه پلنگی زمین‌های پست (نام علمی: Rana yavapaiensis) نام یک گونه از سرده قورباغه‌های برکه است.